# Szałwia lepka
Szałwia lepka (Salvia glutinosa L.) – gatunek rośliny z rodziny jasnotowatych (Lamiaceae). Jej zasięg występowania rozciąga się od wschodnich Pirenejów aż po Krym. Ponadto, występuje w Apeninach, na Korsyce, w Górach Dynarskich, oraz w Turcji, na Kaukazie i w Iranie. W Polsce osiąga północną granicę zasięgu.

## Morfologia

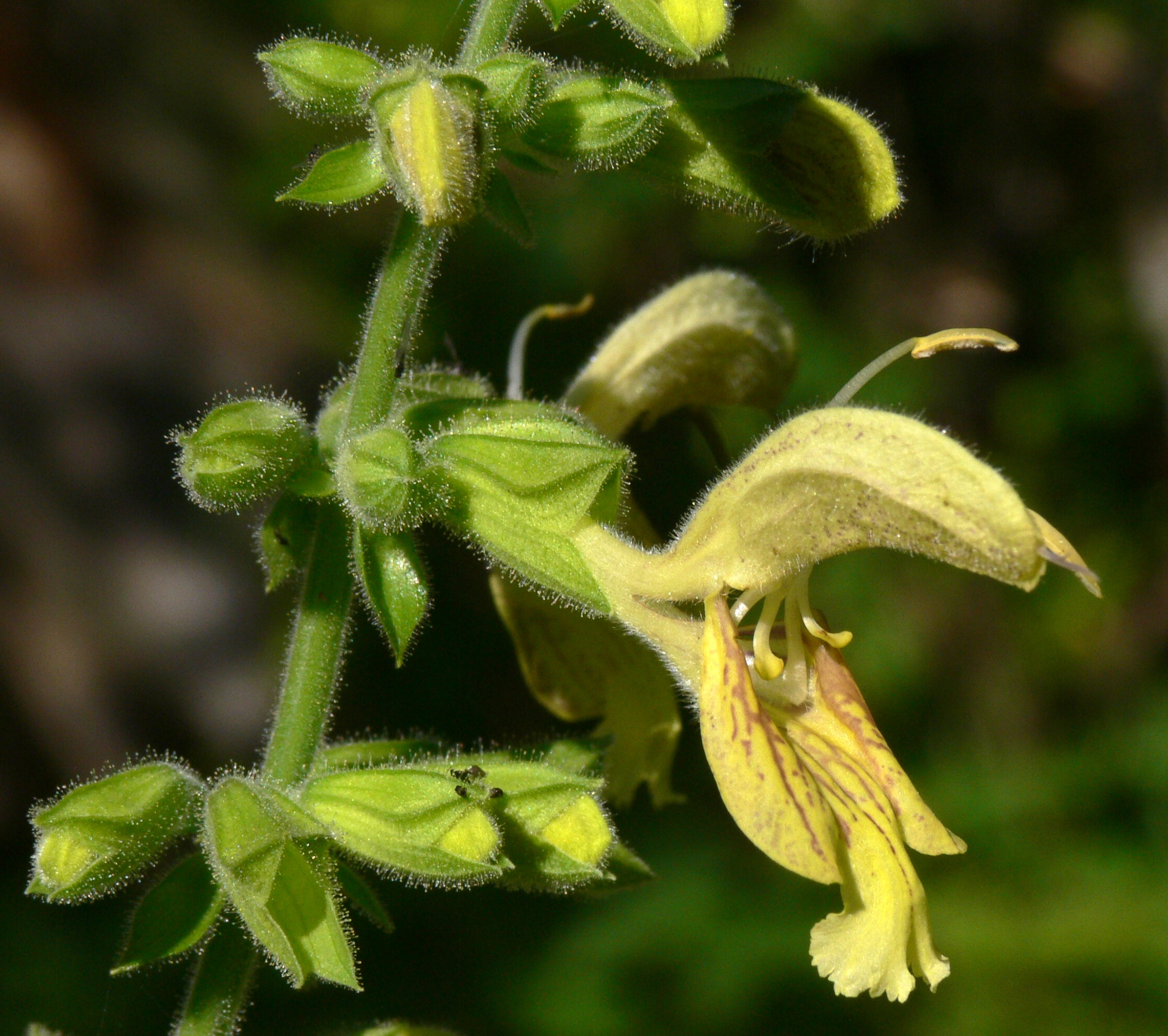
Kwiat

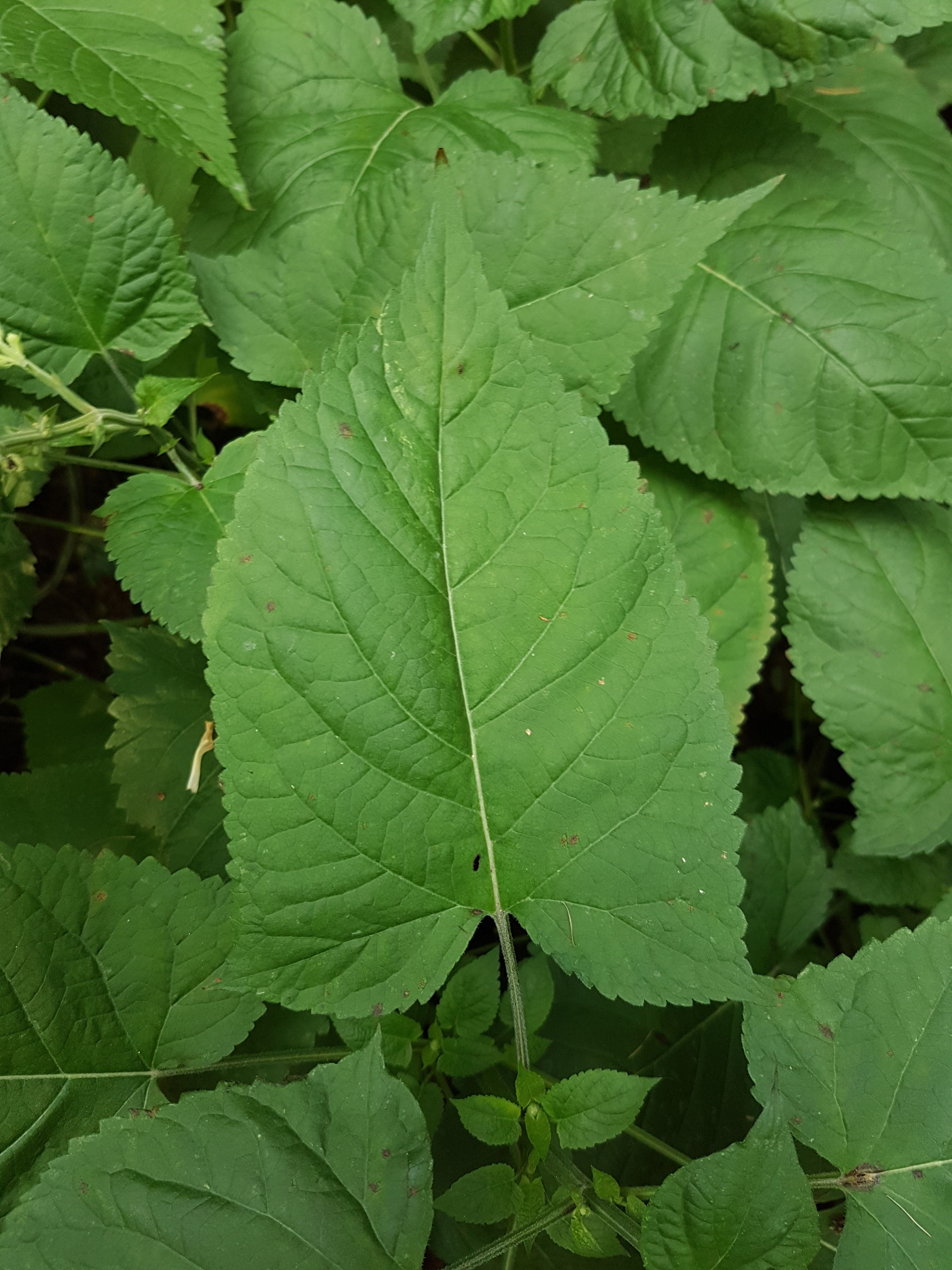
Liść

ŁodygaPosiada wzniesioną, rozgałęzioną łodygę, w dole najczęściej nagą, w górnej części lepką i mocno owłosioną włoskami prostymi i gruczołowatymi.
LiścieSą trójkątnie jajowate, w nasadzie sercowato oszczepowate, na brzegu nieregularnie ząbkowane, na szczycie zaostrzone, obustronnie owłosione.
KwiatostanMoże osiągać długość 15–30 cm, często jest rozgałęziony i tworzy nibykłos.
KwiatyUmieszczone są na krótkich, gruczołowato owłosionych szypułkach, zebrane po 6 w nibyokółkach. Charakteryzują się silnie gruczołowato owłosionym, kielichem o długości 12–14 mm oraz żółtą koroną o długości 3–4 cm.

## Biologia i ekologia
Bylina, hemikryptofit. Kwitnie od lipca do września. Gatunek ten preferuje gleby bogate w substancje mineralne, obojętne do zasadowych, świeże do wilgotnych. W wyższych partiach gór spotykana jest w zbiorowiskach ziołoroślowych w położeniach niższych rośnie głównie w cienistych lasach w sąsiedztwie cieków, niekiedy przy wilgotnych skrajach dróg, na porębach, głównie w lasach bukowych.  Gatunek charakterystyczny dla Cl. Querceto-Fagetea.